# 維索凱 (尼科波爾區)
47°49′21″N 34°28′52″E / 47.82250°N 34.48111°E
維索凯（烏克蘭語：Високе），是烏克蘭中部第聶伯羅彼得羅夫斯克州尼科波爾區的村落。分別距離盧基伊夫卡2.5公里和新伊万尼夫卡3.5公里，海拔高度90米，2001年人口267。